# ルイス・テイラー
ルイス・テイラー（Lewis Taylor、1966年1月20日 - ）は、1960年代後半にイングランドのノースロンドン・バーネット区で生まれ育った、イギリスのマルチ奏者として知られるミュージシャン。彼はサイケデリック・ロック・バンドのエドガー・ブロートン・バンドと一緒にツアーを行うギタリストとして音楽ビジネスに携わるようになった。1986年には、シェリフ・ジャック (Sheriff Jack)名義で演奏を開始し、サイケデリア・ミュージックによる2枚のアルバム、『Laugh Yourself Awake』（1986年）と『What Lovely Melodies!』（1987年）をリリースした。それから、ルイス・テイラーとして、1996年にアイランド・レコードを通じてセルフタイトルのアルバムをリリースし、「Bittersweet」や「Lucky」などの楽曲をシングルとしてリリースした。このアルバムは、サイケデリックからネオ・ソウルへの大きな転換を示しており、高く評価された。しかし、それは「誰もが話題にしたが、ほとんど購入しなかったアルバム」となった。
テイラーは2002年に「Slow Reality」という名前の自身のレーベルから、アルバム『Stoned, Part I』をリリースし、2004年には続編の『Stoned, Part II』をリリースした。ロビー・ウィリアムズは、2006年のアルバム『ルードボックス』で『Stoned, Part I』収録の「Lovelight」を取り上げた。
2006年6月、ルイス・テイラーは音楽を引退した。それ以来、彼はアンドリュー・テイラーとして、ナールズ・バークレイの音楽監督にしてベーシストを務め、エドガー・ブロートン・バンドとザ・ドライヴァーズのギタリスト/バック・ボーカリストを務めた。2016年、キャロライン・レコードがデビュー・アルバムをCDで再発し、B面曲や、「Lucky」のリミックス、「Bittersweet」のエクステンデッド・バージョンで構成されるボーナスディスクを収録した。
2021年6月2日、テイラーの代理人が、17年ぶりとなる新しいスタジオ・アルバムの制作が始まったと発表した。彼はそれを年内にリリースする予定であった。

## ディスコグラフィ

### スタジオ・アルバム
- 『ビタースウィート』 - Lewis Taylor (1996年)
- 『ルイスII』 - Lewis II (2000年)
- Stoned, Part I (2002年)
- Stoned, Part II (2004年)
- The Lost Album (2004年)

### コンピレーション・アルバム
- Limited Edition 2002 (2002年)
- Limited Edition 2004 (2004年)

### シングル、EP
- "Lucky" (1996年)
- "Whoever" (1996年)
- "Bittersweet" (1976年)
- "Lucky" (reissue) (1997年)
- "Lucky" (Kruder & Dorfmeister Mixes) (1997年)
- "Bittersweet" (1997年) ※12インチ
- "Bittersweet" (Lucas's Mixes) (1997年) ※12インチ
- Reconsider - The 'Stoned Part II' EP (2004年) ※12インチ
- In Session 2005 (2005年) ※デジタル限定リリース

### サウンドトラック、参加アルバム
- Mojo サウンドトラック (1998年) ※「Crazy Crazy Momma」「Don't Make Me Wait」にリトル・ルイス (Little Lewis)名義で参加
- 『ロック、ストック&トゥー・スモーキング・バレルズ』 - Lock, Stock and Two Smoking Barrels サウンドトラック (1998年) ※「18 With A Bullet」でカーリーン・アンダーソンとデュエット
- Lullabies With a Difference (1998年) ※「Cherry Blossom」に参加
- オフェリー・ウィンター : Privacy (1999年) ※「Move On」「Lovin' You More」に参加
- Randall and Hopkirk (Deceased) サウンドトラック (2000年) ※「Blue Eyes」に参加
- The Trip Created By Tom Middleton (2004年) ※「Lovelight」に参加[9]
- Live At The World Cafe Volume 22: Catch 22 (2006年) ※「Stoned Pt. 1」に参加[10]
- The Last Holiday サウンドトラック (2010年) ※「Back Together」に参加
- デボラ・ボンド : Madam Palindrome (2011年) ※「If I Didn't Need You」でデボラ・ボンドとデュエット
- The Vicar : Songbook #1 (2012年) ※「The Girl With the Sunshine in Her Eyes」「That Boy's Not Cool」で参加